# Reborn (平松愛理のアルバム)
『Reborn』（リボーン）は、平松愛理の8枚目のオリジナル・アルバム。

## 内容
『7 DAYS GIRL』から実に1年8か月ぶりのオリジナル・アルバム。

## 収録曲
全作詞・作曲：平松愛理／編曲：清水信之
1. Miss Very well
2. 追伸
3. Midnight Sun
18枚目のシングル。
4. 私をかえして
5. 彼方からの手紙
デーモン小暮（現・デーモン閣下）とのデュエット曲。
「カナダからの手紙」のオマージュ。
6. 幸せはトマトと共に
7. Dear My Baby
8. 最上級 I LIKE YOU
高橋由美子への提供楽曲のセルフカバー。
9. 魔法のメッセージランプ
10. 南町から